# Luiz Marcelo Morais dos Reis
Luiz Marcelo Morais dos Reis (født 10. april 1990), også kaldet Lulinha, er en brasiliansk fodboldspiller som spiller for Criciúma i hjemmelandet. Tidligere har han spillet for barndomsklubben Corinthians og Ceará, samt har derudover været udlejet i 3 sæsoner.
Han spillede i sæsonen 2007/08 for Brasiliens U17 landshold hvor han i 10 kampe scorede imponerende 15 mål.